# Trouville-sur-Mer
Trouville-sur-Mer – miejscowość i gmina we Francji, w regionie Normandia, w departamencie Calvados, położona nad ujściem rzeki Touques do kanału La Manche.
Według danych na rok 1990 gminę zamieszkiwało 5607 osób, a gęstość zaludnienia wynosiła 826 osób/km² (wśród 1815 gmin Dolnej Normandii Trouville-sur-Mer plasuje się na 28. miejscu pod względem liczby ludności, natomiast pod względem powierzchni na miejscu 734.).
Trouville od średniowiecza była małą wioską rybacką. Do dzisiaj działa tu port rybacki i targ rybny. W XIX wieku wzrosło zainteresowanie tym miejscem turystów i kuracjuszy, zażywających kąpieli morskich. Powstały rezydencje w stylu kuracyjnym, zdobione wieżyczkami, piękne ogrody opadające stromo wzdłuż krętych uliczek do morza. Wielu malarzy m.in. Paul Huet, Eugène Isabey, Jean Baptiste Camille Corot, Claude Monet zaczęło tu przyjeżdżać, aby malować pejzaże nadmorskie.
Marcel Proust często przyjeżdżał tu i przebywał w pensjonacie Roches Noires. Alexandre Dumas uważał Trouville za swoje odkrycie i przyjeżdżałtu często. Gustave Flaubert spotkał w Trouville w 1836 roku Elisę Schlesinger, która stała się pierwowzorem wielu postaci romantycznych z jego powieści.
Dziś jest to miejsce, gdzie wielu artystów i polityków ma swoje posiadłości letnie, także aktorzy, np. Jean-Paul Belmondo, Gérard Depardieu, Johnny Hallyday, Annie Girardot.

## Współpraca
- Barnstaple, Wielka Brytania
- Vrchlabí, Czechy